# Aġvan Mkrtčyan
Aġvan Mkrtčyan (in armeno Աղվան Մկրտչյան?, traslitterazione anglosassone: Aghvan Mkrtchyan; Erevan, 27 febbraio 1981) è un ex calciatore armeno, di ruolo centrocampista.

## Palmarès

### Club

#### Competizioni nazionali
- Campionato armeno: 8

P'yownik: 2002, 2003, 2004, 2005, 2006, 2007, 2008
Mika Erevan: 2011
- Coppa d'Armenia: 2

P'yownik: 2002, 2004
- Supercoppa d'Armenia: 6

P'yownik: 2002, 2004, 2005, 2007, 2008
Mika Erevan: 2010